# Hotel Silken Indautxu
El Hotel Silken Indautxu Bilbao es un hotel de cuatro estrellas situado en la confluencia entre las calles Gordóniz y Egaña, en la plaza Bombero Etxaniz de la villa de Bilbao.

## Historia
Construido en 1990 y renovado en 2007, es un ejemplo de la coexistencia entre la tradición bilbaína de la arquitectura de la fachada y la modernidad del interior.

## Comunicaciones
- Estación de Indautxu del metro de Bilbao.

## Edificios y ubicaciones adyacentes
- Azkuna Zentroa